# Europese kampioenschappen schaatsen 2013
De Europese kampioenschappen langebaanschaatsen 2013 voor mannen en vrouwen vonden van 11 tot en met 13 januari 2013 plaats in schaatshal Thialf in Heerenveen, Nederland. Het was de 18e keer dat het EK Allround in Heerenveen gehouden werd, en de 25e keer dat het kampioenschap in Nederland plaatsvond.

## Programma
| Datum      | Tijd              | Onderdeel                                                 |
| ---------- | ----------------- | --------------------------------------------------------- |
| 11 januari | 17.45 18.57       | 500 meter mannen 5000 meter mannen                        |
| 12 januari | 14.15 15.01 16.00 | 500 meter vrouwen 1500 meter mannen 3000 meter vrouwen    |
| 13 januari | 14.00 15.00 16.40 | 1500 meter vrouwen 10.000 meter mannen 5000 meter vrouwen |

## Startplaatsen
Elk Europees ISU-lid had het recht om een deelnemer in te schrijven, mits aan vastgestelde tijdslimieten werd voldaan. Extra startplaatsen zijn behaald op basis van de klasseringen op het EK van 2012.
|         | 4         | 3                                              | 2                                                                  |
| ------- | --------- | ---------------------------------------------- | ------------------------------------------------------------------ |
| Mannen  | Nederland | Noorwegen, Polen                               | België, Duitsland, Frankrijk, Italië, Letland, Oostenrijk, Rusland |
| Vrouwen | Nederland | Duitsland, Noorwegen, Polen, Rusland, Tsjechië | België, Oostenrijk                                                 |

## Mannen

### Deelname
De mannen streden voor de 110e keer om de Europese titel (inclusief de twee kampioenschappen gehouden voor de oprichting van de ISU). Zesentwintig deelnemers uit vijftien landen namen deel aan dit kampioenschap.

### Afstandpodia
| Afstand | Goud                | Zilver          | Brons                 |
| ------- | ------------------- | --------------- | --------------------- |
| 500m    | Konrad Niedźwiedzki | Zbigniew Bródka | Håvard Bøkko          |
| 5000m   | Sven Kramer         | Jan Blokhuijsen | Sverre Lunde Pedersen |
| 1500m   | Konrad Niedźwiedzki | Zbigniew Bródka | Sverre Lunde Pedersen |
| 10.000m | Sven Kramer         | Jan Blokhuijsen | Bart Swings           |

### Eindklassement
| Rang   | Schaatsster           | Land        | 500m       | 5000m        | 1500m        | 10.000m      | Punten  |
| ------ | --------------------- | ----------- | ---------- | ------------ | ------------ | ------------ | ------- |
| Goud   | Sven Kramer           | Nederland   | 36,70 (8)  | 6.12,55 (1)  | 1.47,49 (8)  | 12.55,98 (1) | 148,584 |
| Zilver | Jan Blokhuijsen       | Nederland   | 36,40 (4)  | 6.18,16 (2)  | 1.47,89 (10) | 13.01,60 (2) | 149,259 |
| Brons  | Håvard Bøkko          | Noorwegen   | 36,14 (3)  | 6.23,38 (7)  | 1.46,78 (5)  | 13.08,16 (4) | 149,479 |
| 4      | Sverre Lunde Pedersen | Noorwegen   | 36,86 (9)  | 6.19,07 (3)  | 1.46,39 (3)  | 13.12,86 (6) | 149,873 |
| 5      | Bart Swings           | België      | 37,47 (19) | 6.19,13 (4)  | 1.46,47 (4)  | 13.08,08 (3) | 150,277 |
| 6      | Ivan Skobrev          | Rusland     | 36,91 (11) | 6.19,85 (5)  | 1.48,59 (12) | 13.29,27 (7) | 151,554 |
| 7      | Konrad Niedźwiedzki   | Polen       | 35,93 (1)  | 6.33,75 (13) | 1.46,32 (1)  | 13.45,13 (8) | 152,001 |
| 8      | Moritz Geisreiter     | Duitsland   | 38,03 (21) | 6.22,10 (6)  | 1.48,96 (13) | 13.09,69 (5) | 152,044 |
| NC9    | Zbigniew Bródka       | Polen       | 36,03 (2)  | 6.35,17 (14) | 1,46.38 (2)  |              | 111,007 |
| NC10   | Renz Rotteveel        | Nederland   | 36,93 (12) | 6.24,42 (8)  | 1.47,77 (9)  |              | 111,295 |
| NC11   | Jan Szymański         | Polen       | 36,61 (6)  | 6.29,81 (10) | 1.47,24 (6)  |              | 111,337 |
| NC12   | Haralds Silovs        | Letland     | 36,90 (10) | 6.28,19 (9)  | 1.47,29 (7)  |              | 111,482 |
| NC13   | Denis Joeskov         | Rusland     | 36,98 (14) | 6.33,65 (12) | 1.48,00 (11) |              | 112,345 |
| NC14   | Simen Spieler Nilsen  | Noorwegen   | 36,54 (5)  | 6.36,19 (15) | 1.49,32 (14) |              | 112,599 |
| NC15   | Ted-Jan Bloemen       | Nederland   | 37,52 (20) | 6.30.17 (11) | 1.50,50 (18) |              | 113,370 |
| NC16   | Bram Smallenbroek     | Oostenrijk  | 37,18 (16) | 6.40,68 (17) | 1.49,69 (15) |              | 113,811 |
| NC17   | Luca Stefani          | Italië      | 36,98 (14) | 6.42,17 (20) | 1.50,19 (16) |              | 113,927 |
| NC18   | David Andersson       | Zweden      | 36,70 (7)  | 6.45,59 (21) | 1.50,73 (19) |              | 114,169 |
| NC19   | Matteo Anesi          | Italië      | 36,95 (13) | 6.46,16 (22) | 1.50,20 (17) |              | 114,299 |
| NC20   | Robert Lehmann        | Duitsland   | 37,42 (17) | 6.37,78 (16) | 1.53,14 (21) |              | 114,911 |
| NC21   | Vitalij Michajlov     | Wit-Rusland | 37,44 (18) | 6.48,07 (23) | 1.52,02 (20) |              | 115,587 |
| NC22   | Stefan Due Schmidt    | Denemarken  | 38,61 (22) | 6.53,32 (24) | 1.54,81 (23) |              | 118,212 |
| NC23   | Martin Hänggi         | Zwitserland | 38,65 (24) | 6.41,46 (18) | 1.58,79 (24) |              | 118,392 |
| NC24   | Ferre Spruyt          | België      | 55,59 (26) | 6.41,55 (19) | 1.53,90 (22) |              | 133,711 |
| NC25   | Zdeněk Haselberger    | Tsjechië    | 38,62 (23) | 6.55,66 (25) |              |              | 80,186  |
| NC26   | Robert Brandt         | Finland     | 39,63 (25) | 7.03,32 (26) |              |              | 81,962  |

## Vrouwen

### Deelname
De vrouwen streden voor de 38e keer om de Europese titel. Er namen 27 deelnemers uit veertien landen deel aan dit kampioenschap.

### Afstandpodia
| Afstand | Goud              | Zilver               | Brons              |
| ------- | ----------------- | -------------------- | ------------------ |
| 500m    | Karolína Erbanová | Jekaterina Lobysjeva | Antoinette de Jong |
| 3000m   | Ireen Wüst        | Martina Sáblíková    | Linda de Vries     |
| 1500m   | Ireen Wüst        | Linda de Vries       | Diane Valkenburg   |
| 5000m   | Martina Sáblíková | Ireen Wüst           | Linda de Vries     |

### Eindklassement
| Rang   | Schaatsster            | Land        | 500m       | 3000m        | 1500m        | 5000m       | Punten  |
| ------ | ---------------------- | ----------- | ---------- | ------------ | ------------ | ----------- | ------- |
| Goud   | Ireen Wüst             | Nederland   | 39,69 (4)  | 4.01,25 (1)  | 1.56,39 (1)  | 7.01,95 (2) | 160,889 |
| Zilver | Linda de Vries         | Nederland   | 39,98 (7)  | 4.05,33 (3)  | 1.57,57 (2)  | 7.02,77 (3) | 162,335 |
| Brons  | Diane Valkenburg       | Nederland   | 39,93 (6)  | 4.05,84 (4)  | 1.57,76 (3)  | 7.05,56 (4) | 162,712 |
| 4      | Martina Sáblíková      | Tsjechië    | 40,95 (16) | 4.03,68 (2)  | 1.58,68 (5)  | 6.57,16 (1) | 162,839 |
| 5      | Antoinette de Jong     | Nederland   | 39,42 (3)  | 4.07,48 (6)  | 1.59,02 (8)  | 7.08,52 (5) | 163,191 |
| 6      | Olga Graf              | Rusland     | 40,26 (10) | 4.08,64 (8)  | 1.59,24 (9)  | 7.09,90 (6) | 164,436 |
| 7      | Claudia Pechstein      | Duitsland   | 40,01 (8)  | 4.09,67 (9)  | 1.58,80 (6)  | 7.14,08 (7) | 164,629 |
| 8      | Ida Njåtun             | Noorwegen   | 40,15 (9)  | 4.07,77 (8)  | 1.58,57 (4)  | 7.17,73 (8) | 164,741 |
| NC9    | Jekaterina Lobysjeva   | Rusland     | 38,98 (2)  | 4.15,23 (13) | 1.59,50 (10) |             | 121,351 |
| NC10   | Jekaterina Sjichova    | Rusland     | 39,90 (5)  | 4.14,83 (12) | 1.58,85 (7)  |             | 121,987 |
| NC11   | Natalia Czerwonka      | Polen       | 40,35 (13) | 4.10,90 (10) | 2.00,21 (12) |             | 122,236 |
| NC12   | Karolína Erbanová      | Tsjechië    | 38,72 (1)  | 4.27,89 (22) | 2.00,02 (11) |             | 123,374 |
| NC13   | Luiza Złotkowska       | Polen       | 40,34 (12) | 4.14,83 (14) | 2.01,81 (13) |             | 123,516 |
| NC14   | Francesca Lollobrigida | Italië      | 41,02 (17) | 4.16,82 (16) | 2.01,95 (15) |             | 124,473 |
| NC15   | Anna Rokita            | Oostenrijk  | 41,15 (18) | 4.15,78 (15) | 2.02,74 (18) |             | 124,693 |
| NC16   | Mari Hemmer            | Noorwegen   | 41,67 (24) | 4.14,75 (11) | 2.01,84 (12) |             | 124,741 |
| NC17   | Stephanie Beckert      | Duitsland   | 43,17 (26) | 4.06,45 (5)  | 2.02,39 (17) |             | 125,041 |
| NC18   | Katarzyna Woźniak      | Polen       | 40,84 (15) | 4.19,16 (19) | 2.03,05 (20) |             | 125,049 |
| NC19   | Jelena Peeters         | België      | 41,27 (21) | 4.17,68 (15) | 2.02,82 (19) |             | 125,156 |
| NC20   | Isabell Ost            | Duitsland   | 41,61 (23) | 4.17,98 (18) | 2.02,22 (16) |             | 125,346 |
| NC21   | Tatjana Michajlova     | Wit-Rusland | 41,23 (20) | 4.27,79 (21) | 2.06,26 (21) |             | 127,947 |
| NC22   | Ágota Tóth-Lykovcán    | Hongarije   | 40,71 (14) | 4.29,44 (24) | 2.07,45 (23) |             | 128,099 |
| NC23   | Daniela Oltean         | Roemenië    | 41,70 (25) | 4.25,53 (20) | 2.07,17 (22) |             | 128,345 |
| NC24   | Sofie Karoline Haugen  | Noorwegen   | 41,42 (22) | 4.28,98 (23) | 2.07,72 (24) |             | 128,823 |
| NC25   | Vanessa Bittner        | Oostenrijk  | 40,31 (11) | 4.35,69 (26) |              |             | 86,258  |
| NC26   | Johanna Östlund        | Zweden      | 41,22 (19) | 4.32,32 (25) |              |             | 86,606  |
| NC27   | Sara Bak-Briand        | Denemarken  | 43,74 (27) | 4.36,38 (27) |              |             | 89,903  |

## WK-kwalificatie
Voor Europa gold het EK allround tevens als kwalificatietoernooi voor het WK allround. Vanaf het WK allround van 1999 is het aantal deelnemers hieraan door de ISU op 24 vastgesteld. De startplaatsen werden voortaan per continent verdeeld.
Op basis van de uitslag van het WK allround 2012 had Europa bij het WK allround 2013 recht op 17 startplaatsen bij de mannen en 14 bij de vrouwen. Deze startplaatsen werden - op basis van de ranglijst na drie afstanden - als volgt verdeeld:
|         | 4         | 3                | 2               | 1                                              |
| ------- | --------- | ---------------- | --------------- | ---------------------------------------------- |
| Mannen  | Nederland | Noorwegen, Polen | Rusland         | België, Duitsland, Italië, Letland, Oostenrijk |
| Vrouwen | Nederland | Rusland          | Polen, Tsjechië | Duitsland, Italië, Noorwegen                   |